# Франки, Федерико Марио
Федерико Марио Франки (итал. Federico Mario Franchi; род. 1974, Монца, Италия — 18 марта 2018) более известный как Zenith DJ — итальянский диджей и музыкальный продюсер, один из основателей лейбла CUT Records.

## Биография
Франки начал свою карьеру в очень молодом возрасте, затем окончил консерваторию в Беркли, получив 2 степени мастера в «Armonia» и «Pro Tools», и стал одним из величайших представителей электронной музыки и пионером жанра Hard trance и Hardstyle. Одним из его величайших хитов является песня «Cream», подписанная его именем Федерико Франки, и сведенная рэпером Pitbull с синглом «Krazy», вошедшим в саундтрек к фильму «Форсаж 4». В последние годы он создал студию в городе Монца, куда музыканты и продюсеры приезжали со всего мира, чтобы работать вместе с ним и попросить его совет.
18 марта 2018 года Федерико скончался от инфаркта миокарда в возрасте 43 лет. Впервые о его кончине сообщил Криштиану Джусберти (более известный как Technoboy) в своём аккаунте на Facebook.